# Tandhälsoförbundet
Tandhälsoförbundet, tidigare Tandvårdsskadeförbundet, är en intresseorganisation som är remissinstans för tandvård på riksnivå. Tandhälsoförbundet har politiskt inflytande som sakkunniga i Statens offentliga utredningar SOU. Tandhälsoförbundet är en patient- och funktionshinderorganisation med syfte att förbättra tandvården, verka för bättre tandhälsa, att tandvården ska ingå i hälso- och sjukvårdens högkostnadsskydd och att tänderna ska betraktas som del av kroppen. Tandhälsoförbundet strävar också efter giftfria dentala material, produktkontroll, ett fungerande biverkningsregister och kvalitetsregister för bland annat rotfyllningar och tandställningar. Tandhälsoförbundet arbetar också för att tandvårdsskadade ska få hjälpmedel på liknande sätt som andra funktionsrättsgrupper. Förbundet verkar för att tandvård ska ingå i konsumenttjänstlagen för att det ska vara möjligt att överklaga till Allmänna reklamationsnämnden och till Konsumentombudsmannen. 
Föreningen bildades 1978 och är den enda organisation som företräder patienter i tandvården. Tandhälsoförbundet har distrikt över hela landet som arrangerar föreläsningar för att öka kunskaperna om tänder och tandhälsa. Distrikten har också kontakt med regionerna för att skapa bättre omhändertagande av dem som är sjuka av sina dentala material. 
TF-bladet är en tidskrift med information om tänder och hälsa ges ut av Tandhälsoförbundet fyra gånger per år. 
Tandhälsoförbundet är en organisation inom Funktionsrätt Sverige. Liknande föreningar finns i andra länder. I Danmark finns Föreningen mod skadeligt Dentalmateriale och i Norge finns Forbundet Tenner og Helse. Tandhälsoförbundet deltar aktivt för att påverka EU i viktiga frågor som berör medlemmarna och samarbetar med International Academy of Oral Medicine and Toxicology. Tandhälsoförbundet samarbetar med European Center for Environmental Medicine.

## Dental amalgam
Amalgam är förbjudet att använda i Sverige sedan år 2009. EU förbjuder användningen av tandamalgam från och med den 1 januari 2025.
Tandhälsoförbundet driver linjen att "Du kan vara sjuk av kvicksilver från dina amalgamfyllningar" och att "Amalgam är det fyllningsmaterial som gett flest problem. Anledningen är att hälften av amalgamet består av rent kvicksilver. Kvicksilver läcker alltid ut från amalgamfyllningar.".